# Privathotels Dr. Lohbeck

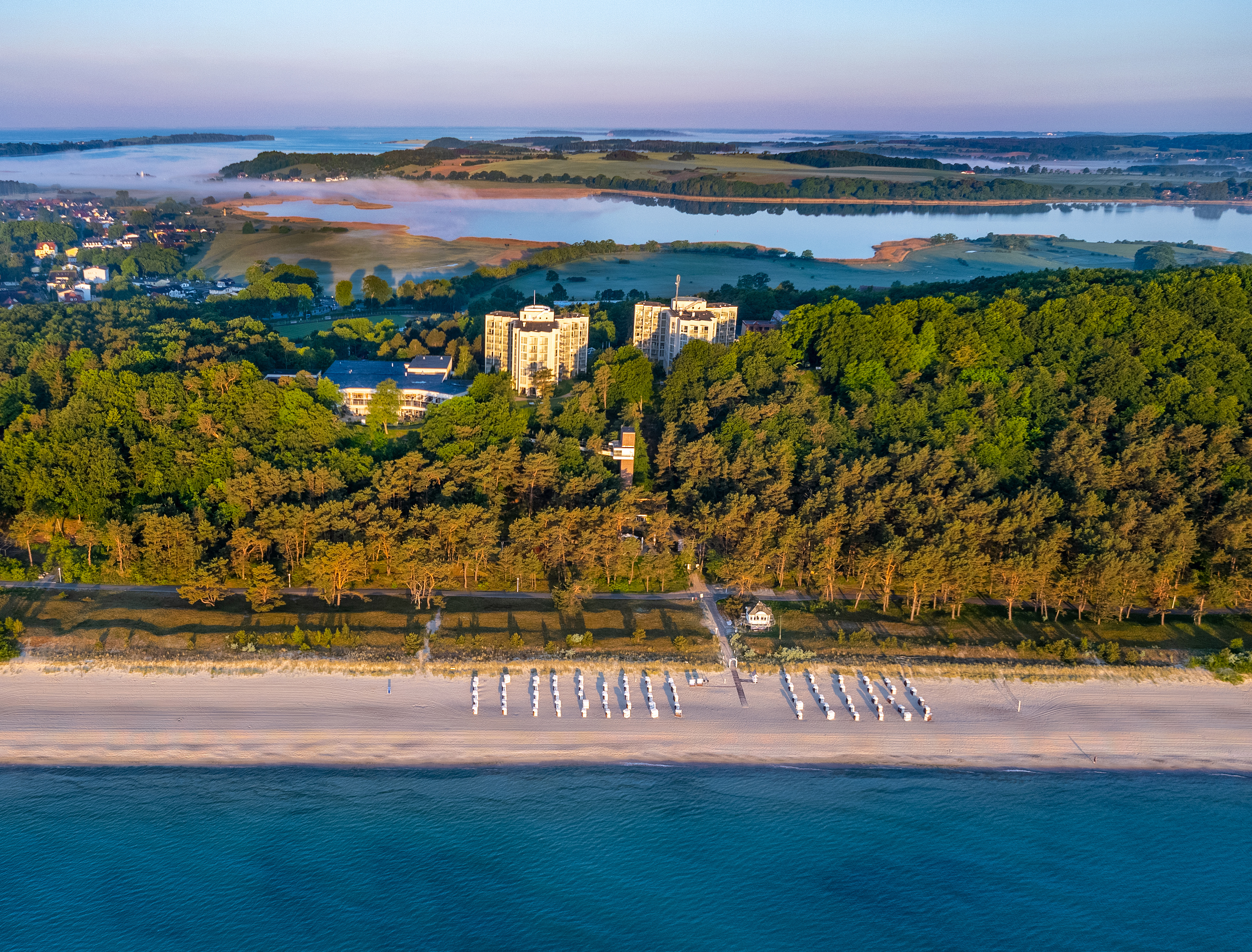
Cliff Hotel Rügen

Die Privathotels Dr. Lohbeck sind ein Hotelunternehmen mit Sitz in Schwelm mit rund 1100 Beschäftigten.

## Beschreibung

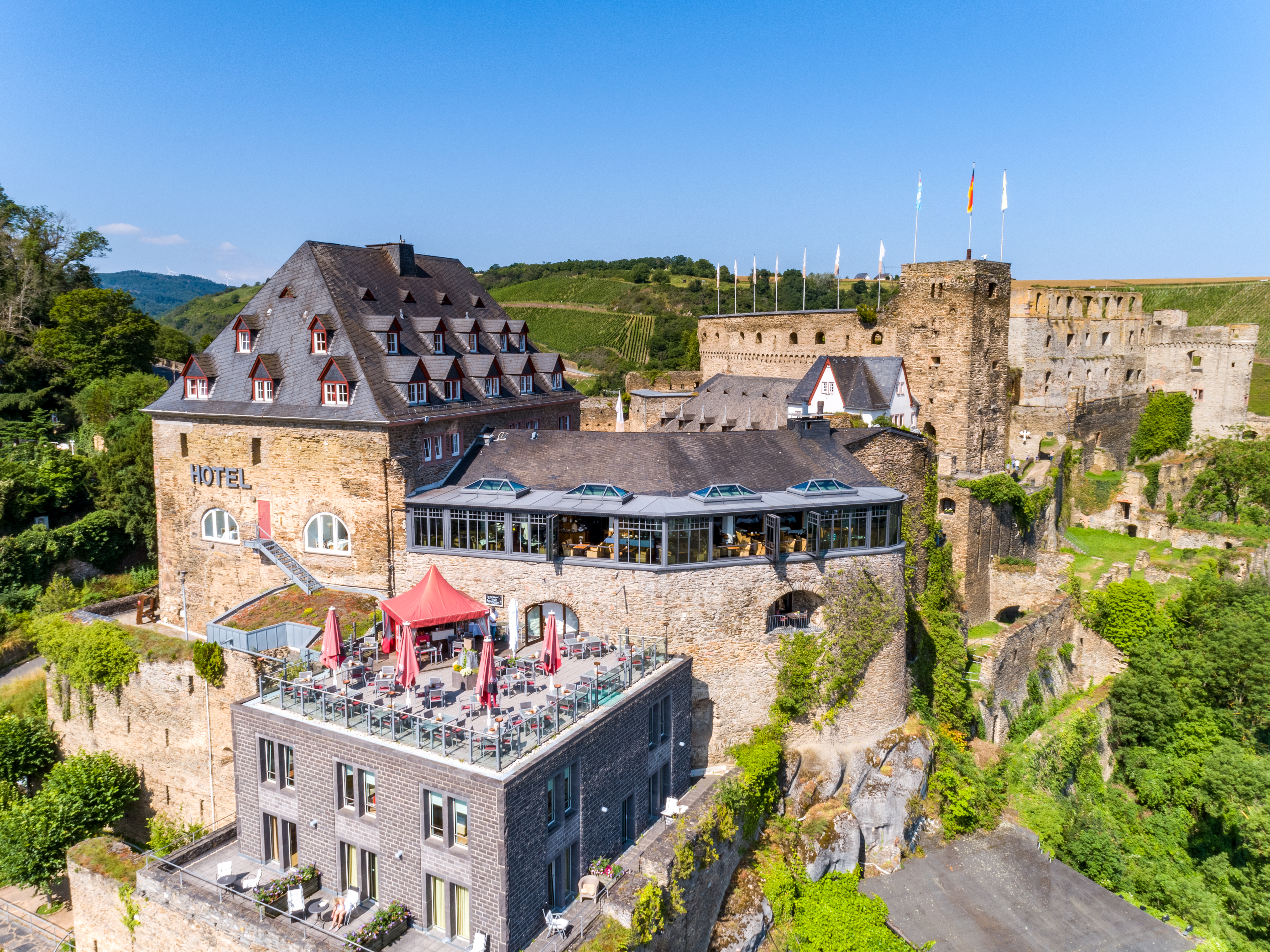
Hotel Schloss Rheinfels

Die Privathotels Dr. Lohbeck wurden 1978 von Heidrun Lohbeck und Rolf Lohbeck gegründet. Sie eröffneten 1978 zunächst das „Parkhotel“ in Ennepetal und kauften in den folgenden Jahren weitere Hotels zunächst in Deutschland, danach in Österreich und in Florida (USA).
Das Unternehmen betreibt 23 Hotels in Deutschland, zwei in Österreich und sieben in den USA.

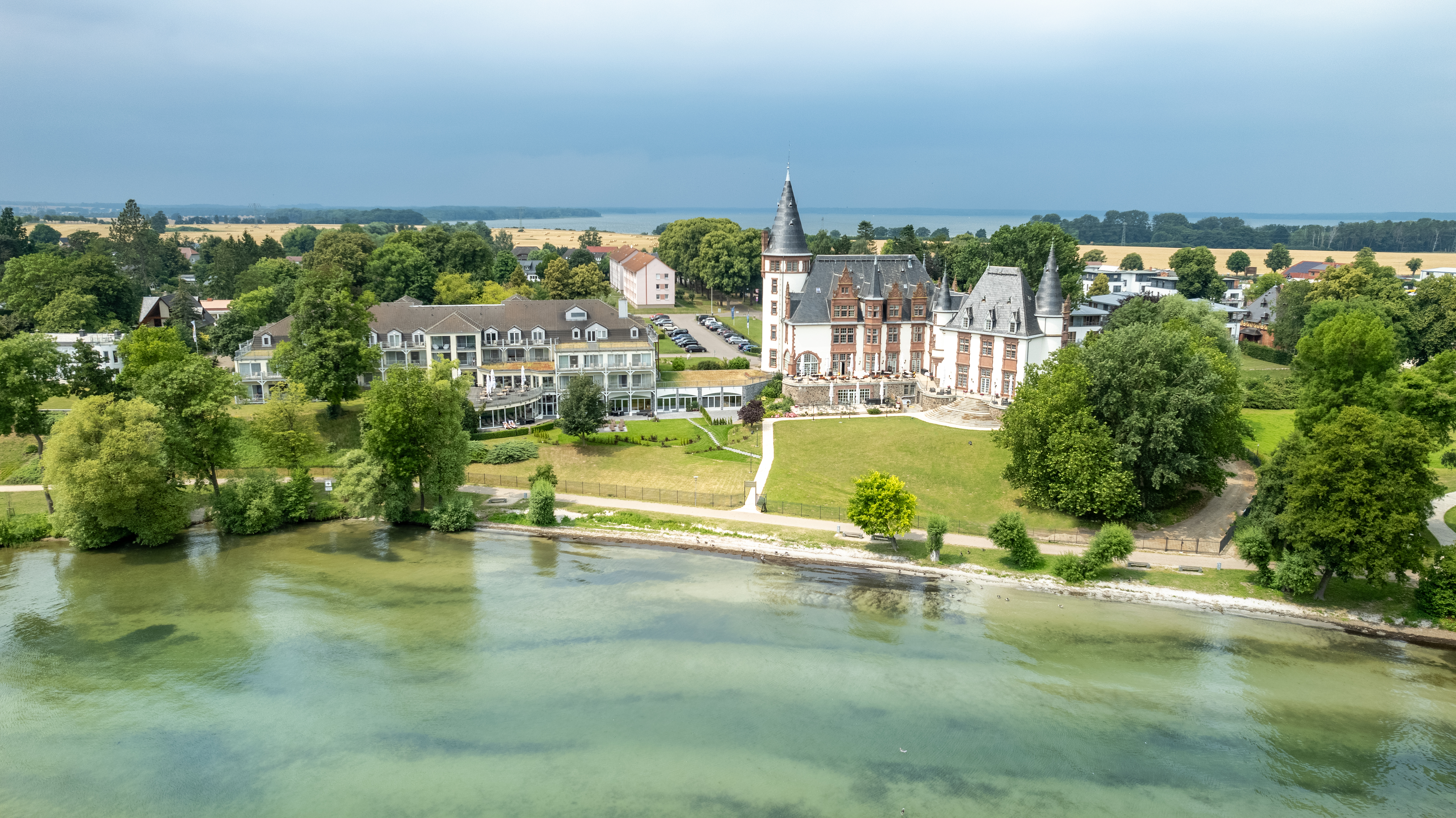
Schloss Klink

In Deutschland befinden sich das Cliff Hotel in Sellin auf Rügen, das ambassador hotel & spa in Sankt Peter-Ording, das Seehotel Schloss Klink an der Müritz, das Seehotel Fleesensee, das Seehotel Fährhaus in Bad Zwischenahn, das Hotel Mercator in Itzehoe, das Landhaus Höpen und das Hotel Heide-Kröpke in der Lüneburger Heide, das Seehotel Berlin-Rangsdorf am Rangsdorfer See, das 5-Sterne-Hotel Landhaus „Zu den Rothen Forellen“ in Ilsenburg im Harz, das Hotel Am Mühlenteich in Schwelm, das Hotel Oversum in Winterberg im Sauerland, das Hotel Freund am Edersee, das Parkhotel in Görlitz, das Burghotel Staufenberg, das Hotel Burg Trendelburg, das Schloss Rheinfels im UNESCO-Welterbe Oberes Mittelrheintal, Schloss Edesheim an der Südlichen Weinstraße, das Naturparkhotel Adler, das Hotel Sonne Baiersbronn und das Hotel Schwarzmatt im Schwarzwald, das Seehotel Leoni am Starnberger See und das Hotel Juwel in Bad Füssing.
In Österreich werden das Panorama Hotel Turracher Höhe und das Hotel im Park Bad Radkersburg betrieben.
In Florida befinden sich das Comfort Inn Fort Myers, das Quality Suites Fort Myers, das Candlewood Suites Fort Myers, das Holiday Inn Express Naples South, das Country Inn & Suites Port Charlotte, das La Quinta Inn and Suites Fort Myers I-75 und das Comfort Inn & Suites Fort Myers Airport.